# Kirchengliedschaft
Kirchengliedschaft ist ein Ausdruck des Kirchenrechts bzw. der Theologie der christlichen Kirchen auf Grund ihres Selbstverständnisses. Die Kirche wird in Anlehnung an Paulus als Leib Christi aufgefasst und als (auch/im Kern/nur) übernatürliches Phänomen. Der Ausdruck Kirchengliedschaft bezeichnet die Zugehörigkeit zur „Kirche Jesu Christi“. Die einzelnen christlichen Konfessionen setzen unterschiedliche Akzente.

## Kirchengliedschaft und Kirchenmitgliedschaft
Der Ausdruck Kirchengliedschaft ist aus der Binnensicht der christlichen Kirchen von dem Begriff der Kirchenmitgliedschaft oder Kirchenzugehörigkeit zu unterscheiden.

### Evangelische Perspektive
Nach evangelischem Verständnis ist die Kirchengliedschaft „die auf die Taufe gegründete Zugehörigkeit zur Kirche Jesu Christi im Sinne der einen wahren Kirche des dritten Glaubensartikels“. Als „geistliche Beziehung“ sei sie einer rechtlichen Regelung nicht zugänglich. Die Mitgliedschaft sei hingegen „die Zugehörigkeit zu einem konkreten, rechtlich organisiertem Kirchenwesen, etwa einer Deutschen Evangelischen Landeskirche.“

### Katholische Sicht
Auch in katholischer Sicht bezeichnet die Kirchengliedschaft die „Eingliederung in die Kirche Jesu Christi“.
Der Ausdruck „Kirchengliedschaft“ wird dem Ausdruck „Kirchenmitgliedschaft“ vorgezogen, um zu vermeiden, dass die (katholische) Kirche nach dem Modell eines Vereins verstanden wird.
Gleichwohl wird auch im katholischen Kirchenrecht schlicht von Kirchenzugehörigkeit gesprochen.

## Römisch-katholische Kirche
Die Auffassung der römisch-katholischen Kirche zur Kirchengliedschaft hat sich durch das Zweite Vatikanische Konzil gewandelt.

### Vorkonziliare Ekklesiologie
In der vorkonziliaren katholischen Kirchenlehre (Ekklesiologie) wurde die „Kirche Jesu Christi“ mit der „Katholischen Kirche“ gleichgesetzt („est“). Dies hatte zur Folge, dass getaufte nichtkatholische Christen nicht der Kirche Jesu Christi angehörten. Bellarmin stellte drei Zugehörigkeitskriterien auf (sogenannter apologetischer Kirchenbegriff):
- (1) Gemeinschaft im Glauben
- (2) Gemeinschaft in den sieben Sakramenten
- (3) Gemeinschaft mit der kirchlichen Leitung.[7]

### Ekklesiologie des Zweiten Vatikanischen Konzils
Das Zweite Vatikanische Konzil (insbesondere in Lumen gentium, Nr. 8) hat das „est“ durch ein „subsistit in“ ersetzt (die katholische Kirche ist nicht identisch mit der Kirche Jesu Christi, die Kirche Jesu Christi ist aber in der katholischen Kirche „verwirklicht“, vgl. auch c. 204 § 2 CIC). Nach dem Anspruch der katholischen Kirche bedeutet das zum einen, dass die römisch-katholische Kirche „institutionell die volle Verwirklichung dieser einen und einzigen Kirche Christi“ darstellt, zum anderen aber auch, dass die „Angehörigen der anderen christlichen Kirchen und kirchlichen Gemeinschaften ... durch die Taufe der einen Kirche Christi“ angehören.
„Somit ist die Zugehörigkeit zur Kirche Christi von der zur katholischen Kirche zu unterscheiden“.

#### Kirchengliedschaft zur „Kirche Christi“ durch Taufe
Nach dem zentralen Canon 96 1. Halbsatz CIC wird durch „die Taufe .. der Mensch der Kirche Christi eingegliedert“. Dabei ist mit „Kirche Christi“ nicht nur die römisch-katholische Kirche, sondern die „Kirche Christi“ gemeint.
Da nach katholischer Sicht das Sakrament der Taufe einem getauften Menschen eine unzerstör- und unverlierbare übernatürliche Beziehung zu Gott vermittelt, kann die Kirchengliedschaft zur „Kirche Christi“ letztlich durch einen Kirchenaustritt nicht beseitigt werden.

#### Zugehörigkeit zur katholischen Kirche
Nach dem Selbstverständnis der katholischen Kirche liegt eine volle Gemeinschaft (communio plena) mit der katholischen Kirche nur dann vor, wenn die Bellarmin´schen Kriterien erfüllt sind. Im Canon 205 CIC heißt es:

„Voll in die Gemeinschaft der katholischen Kirche in dieser Welt stehen jene Getauften, die in ihrem sichtbaren Verband mit Christus verbunden sind, und zwar durch die Bande des Glaubensbekenntnisses, der Sakramente und der kirchlichen Leitung“